# Moulin de Loubens

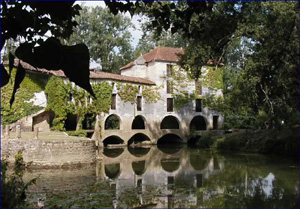
Moulin de Loubens am Dropt, Blick von Osten flussabwärts

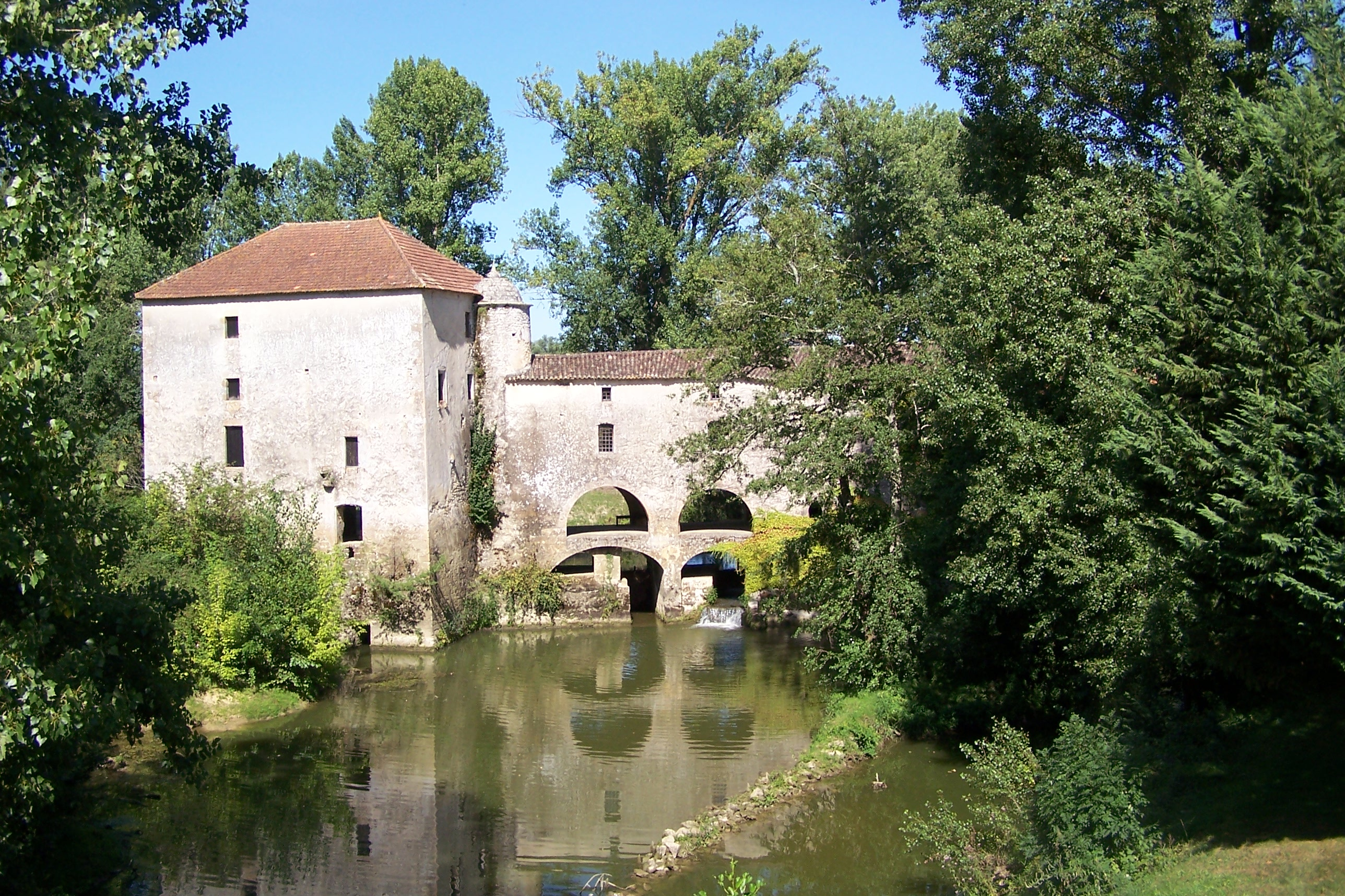
Blick von Westen

Die Wassermühle Moulin de Loubens liegt in der französischen Gemeinde Loubens im Département Gironde in der Region Nouvelle-Aquitaine. Sie befindet sich auf einer Insel im Fluss Dropt, unmittelbar oberhalb des orografisch rechten Zuflusses des Ségur. Das Bauwerk dient ferner als Brücke, Schleuse, Wohngebäude und zur Wasserregulierung. Im Jahr 1825 kam am linken Ufer des Dropt eine zweite Mühle mit zwei Rädern hinzu. Beide Mühlen sind seit 1861 durch einen brückenartigen Verbindungsbau mit Galerie vereint.

## Geschichte
Diese befestigte Mühle hat eine typische Größe für solche Gebäude in Aquitanien und befindet sich an einem wichtigen Handelsweg. Sie stammt aus dem 11. Jahrhundert, aus der Zeit der Regentschaft Wilhelms von Aquitanien.
Der alte Teil hat die Form eines hohen Turms mit quadratischem Grundriss und weist drei Wasserräder auf. Er wurde vom Haus Albret auf den Resten einer römischen Straßenbrücke errichtet. Zusammen mit der wenig flussabwärts liegenden Wehrmühle Bagas gehörte er seit 1436 infolge des Hundertjährigen Kriegs dem König von England. Das Bauwerk wechselte Ende des 15. Jahrhunderts zum Besitz der fünf Kilometer südlich gelegenen Abtei Saint-Pièrre in La Réole und wurde erstmals umfassend umgebaut. Seit dem 16. Jahrhundert ist die Mühle im Besitz von Privatpersonen. Im frühen 18. Jahrhundert wurde es von den Müllern der Familie Chollet verkauft: Zu dem Anwesen gehörte am rechten, nördlichen Ufer das große Mühlgebäude und am Südufer ein weiteres festes Nebengebäude. Nach 1824 wurde dort der Bau einer kleineren Mühle vorangetrieben. Ab 1862 verband ein zentrales Gebäude die beiden Mühlen. Der Mühlbetrieb wurde im Jahr 1914 stillgelegt, im Gebäude wurden anschließend Spinnräder betrieben und Steinmetzarbeiten ausgeführt. Im 19. Jahrhundert wurde am Südufer ein Wasserweg mit Schleusenkammer gebaut, um die durchgängige Befahrbarkeit des Flusses zu ermöglichen.
Durch seine besondere Baugeschichte besitzt das Ensemble einen hohen architektonischen Stellenwert. Mit seiner Reihe von doppelt-gewölbten Bögen und der erhöhten Galerie konnten die Wasserwege zur Evakuierung bei Hochwasser leicht überwunden werden. Zuletzt wurde im Jahr 1991 eine umfassende Renovierung durchgeführt, seit März 2000 steht das Gebäude unter Denkmalschutz.